# Municipio Chicxulub Pueblo
Koordinaten: 21° 8′ 12″ N, 89° 31′ 0″ W
Chicxulub Pueblo ist ein Municipio im mexikanischen Bundesstaat Yucatán. Das Gemeindegebiet erstreckt sich über eine Fläche von 44,4 km², beim Zensus 2010 wurden 4113 Einwohner im Municipio gezählt. Verwaltungssitz ist das gleichnamige Chicxulub Pueblo.

## Geographie
Das Municipio Chicxulub Pueblo liegt im nördlichen Zentrum des Bundesstaates auf bis zu 100 m Höhe. Es zählt zur Gänze zur physiographischen Provinz der Halbinsel Yucatán, zu deren Subprovinz des yucatekischen Karstes sowie zur hydrographischen Region Yucatán Norte. Mit knapp 95 % der Gemeindefläche dominieren der Kalkstein als Gesteins- und der Leptosol als Bodentyp. Mehr als zwei Drittel des Municipios werden von Trockenwald eingenommen, etwa 15 % werden ackerbaulich genutzt, etwa 12 % als Weideland.
Das Municipio Chicxulub Pueblo grenzt an die Municipios Progreso, Ixil, Mocochá, Conkal und Mérida.

## Bevölkerung
Beim Zensus 2010 wurden im Municipio 4113 Menschen in 1067 Wohneinheiten gezählt. Über elf Prozent davon sind Sprecher einer indigenen Sprache, darunter 446 Sprecher des Mayathan und ein Sprecher des Chol. Knapp 10 % der Bevölkerung waren Analphabeten. 40,77 % der Bewohner Chicxulub Pueblos wurden als Erwerbspersonen registriert, wovon etwa 72 % Männer bzw. 2 % arbeitslos waren. 8,68 % der Bevölkerung lebten in extremer Armut.

## Orte
Das Municipio Chicxulub Pueblo umfasst 13 localidades, von denen nur der Hauptort vom INEGI als urban klassifiziert ist.
| Ort                   | Einwohner |
| Chicxulub Pueblo      | 4080      |
| Santa María Ontiveros | 0008      |
| Santa Cruz Dos        | 0007      |
| kein Name             | 0005      |
| San José Chakán       | 0002      |
| X-Cotún               | 0002      |
| La Lupita             | 0002      |
| La Candelaria         | 0002      |
| Guadalupe Labastida   | 0001      |
| Almendros             | 0001      |
| El Guadalupano        | 0001      |
| Federico Ollinger     | 0001      |
| kein Name             | 0001      |